# Ostašov (Liberec)
Ostašov – część miasta ustawowego Liberec. Znajduje się w zachodniej części miasta. Zarejestrowanych jest tutaj 159 adresów i mieszka na stałe około 600 osób.